# Maria Vincentia Khnopff
Maria Vincentia Khnopff (Sint-Pieters (Brugge), 17 augustus 1789 - aldaar?, 9 september 1862) richtte in 1832 in de Molenstraat te Blankenberge een armenschool of werkschool op. Hiermee wilde zij arme meisjes uit het toenmalige vissersdorp een elementair onderricht geven en allerhande handwerk aanleren. Zo legde zij ook de basis voor wat later het Sint-Jozefsinstituut zou worden.

## Brugge
Maria Vincentia Khnopff is een van de zeven kinderen van Louis Bernard Khnopff en Thérèse Constance de Madrid. Op 27-jarige leeftijd wordt ze de eerste overste van de communiteit O.L.V.-Hemelvaart te Brugge. Ze helpt er priester Léon de Foere bij het oprichten van een spellewerkschool in de Sint-Jakobsstraat te Brugge.

## Blankenberge

### Armenschool of werkschool (1832)
Om gezondheidsredenen kwam Maria Vincentia in het begin van de jaren 1830 naar Blankenberge om zeebaden te nemen. Hiermee hoopte ze haar wankele gezondheid te herstellen. Zonder twijfel werd ze toen getroffen door de armoede die overal in het visserskwartier heerste. Daarom startte Maria Vincentia Khnopff in 1832 in de Molenstraat -naar het voorbeeld van priester Léon de Foere in Brugge- met een armenschool of werkschool.
Haar initiatief kende succes. Na enige tijd waren niet alleen meisjes, maar ook jongens toegelaten op de school van Maria Vincentia Khnopff. Dit betekende voor de arme Blankenbergse bevolking een ware weldaad. In 1839 liepen er al 460 kinderen school en in de winter van 1842-43 liep het aantal op tot 500.
Als overste van een privéschool kon Maria Vincentia Khnopff geen beroep doen op financiële hulp van officiële zijde. Als inkomsten kon zij echter wel rekenen op een subsidie van 130 frank van het gemeentebestuur, de financiële hulp van haar medezusters (juffrouw Isabelle Moens, Brugge 1810-1900,  juffrouw Isabelle Van Daels, Brugge 1813-1881 en Marie Scherre) en de inkomsten die uit de verkoop van de producten van de werkschool gepuurd werden. Allicht zal ook de gegoede familie waarvan ze afkomstig was, ervoor gezorgd hebben dat Maria Vincentia haar school kon blijven runnen. Het feit dat haar moeder, Thérèse Constance de Madrid, op 24 augustus 1841 in het klooster te Blankenberge stierf, wijst in die richting. In elk geval slaagt Maria Vincentia er tegen 1840 in een nieuw schoolgebouw op te trekken en dit zonder steun van de staat.

### Communiteit Maria Onbevlekte Ontvangenis
Op 27 juni werden Maria Vincentia Khnopff en haar twee medewerksters, Isabelle Moens en Isabelle Van Daels, geprofest. Op 16 december 1840 stichtten zij samen met Marie Scherre de kloostergemeenschap Maria Onbevlekte Ontvangenis. Hun doel was het opvoeden en onderwijzen van kinderen, op de eerste plaats uit de armere lagen van de bevolking. Hun klooster noemden ze het Huis van het Onbevlekt Hart van Maria. Op de hoek van de Molenstraat en de Weststraat lieten zij rond die tijd een kapel bouwen.

### De school
In 1843 telde de communiteit zeven zusters van wie er vijf lesgaven. Hun school bestond uit een werkschool voor meisjes, een 'bewaarschool' voor meisjes en een 'bewaarschool' voor jongens. In de werkschool leerden de meisjes allerlei handwerken aan. De producten die ze er vervaardigden, werden verkocht om in het onderhoud (en de uitbreiding) van de school te voorzien. Op een bepaald moment moest Maria Vincentia op dit vlak van overheidswege zelfs serieus inbinden omwille van de oneerlijke concurrentie die zo ontstond voor de plaatselijke handelaren. Naast deze handwerkzaamheden, genoten de meisjes er ook (kosteloos) lager onderwijs. Vanuit hun inspiratie stelden de zusters van Maria Onbevlekte Ontvangenis de 'goede zeden' en de 'tederheid der gevoelens' primair in hun opvoedingsproject. Zij wilden hiermee vrouwen vormen die voor hun gezin, de maatschappij en het geloof hoop en vertroosting konden bieden.

### Hôtel du Couvent
Het precaire tekort aan financiële middelen vormde voor Maria Vincentia een voortdurende bezorgdheid. Maar zij was ondernemend. Nu de verkoop van de producten vervaardigd op school enigszins aan banden was gelegd, kwam Maria Vincentia op het idee om het klooster open te stellen voor dames die in stilte en rust het zomerseizoen aan zee wensten door te brengen. Vanaf 1847 begon zij dan ook met het Hôtel du Couvent, een pension voor dames. De vele inkomsten die hieruit werden gehaald, stelden Maria Vincentia in staat haar school verder in stand te houden.

### Aansluiting bij de Zusters van de Heilige Jozef van Brugge
Met de opkomst van het toerisme aan de Belgische kust halfweg de 19de eeuw, ontwikkelde zich ook in het vissersstadje Blankenberge stilaan een gegoede klasse van middenstanders: hoteliers, winkeliers, handelaars ... Zij vonden al vlug dat het niveau van het onderwijs dat de zusters van Maria Onbevlekte Ontvangenis aan de arme visserskinderen boden, ontoereikend was. De zusters kenden -op Maria Vincentia na- geen Frans en legden zich al te veel toe op het handwerk in plaats van op het geven van onderwijs. Zij drongen er -samen met het gemeentebestuur- bij de overheid op aan om in Blankenberge een nieuwe meisjesschool op te richten, waar de leerlingen degelijk onderwijs zouden krijgen en vooral de Franse taal zouden leren. Zo zouden de meisjes met de toeristen kunnen communiceren en het toerisme in Blankenberge verder tot bloei kunnen brengen.
Deze dreiging van een  gemeentelijke meisjesschool zette er Maria Vincentia toe aan om haar congregatie in december 1851 aansluiting te laten vinden bij de Zusters van de Heilige Jozef van Brugge. Meteen lichtte zij het gemeentebestuur hierover in en verzekerde stellig dat op haar school voortaan ook alle onderwijsvakken zouden worden gegeven. Zo slaagde Maria Vincentia er nipt in de 'concurrentie' van een nieuwe meisjesschool af te weren. Het gemeentebestuur zag immers af van de - toch al concrete - plannen voor de bouw van een gemeentelijke meisjesschool.